# 清嶋彰一
清嶋 彰一（きよしま あきかず、1957年1月1日 - ）は日本の元競輪選手、元バレーボール選手。現在は実業家。熊本県熊本市出身。血液型はO型。日本競輪学校（当時。以下、競輪学校）第40期生。現役最終時は日本競輪選手会鹿児島支部所属（登録地は沖縄県）であったが、デビュー当初は東京支部所属（ホームバンクは立川競輪場）で、後に福井支部にも在籍した。師匠は黒須修典。弟子には波潟和男らがいる。

## 来歴
駒澤大学高等学校を経て、駒澤大学に進学。学生時代にバレーボールのセッターを務めた。バレーボールでは全日本クラスの実力の持ち主であったが、当時、全日本チームは大型化を目指していたこともあり、身長が180cmそこそこだった清嶋にお呼びが掛かる可能性はなかった。そうした背景に嫌気が差した清嶋は大学を2年のときに中退し、俗称「黒須道場」を主宰している黒須に弟子入り。競輪学校を適性試験で受験し合格した。
初出走は1977年11月5日、松阪競輪場。初勝利も同レース。若手の頃は先行・捲り主体の自力選手として活躍。一流選手はギア倍数3･54が主流だった時代に4倍近い大ギアを駆使しながら出足もよく、先行しながら、途中でペースを落としたり、ジグザグに走行したりしながら、後ろの選手や他のラインの選手を牽制し、なおかつ自身の脚力も温存するという「ローリング先行」の技法を編み出し、一気に一流選手へと成長していった。また、そのパワフルな走りから、「走る重戦車」の異名も持っていた。そして、山口国男らが率いるフラワーラインの一員となり、滝澤正光と共にこのラインの先頭を任される選手として活躍。
デビュー数年は徹底先行ながら逃げ潰れる事が多く先頭固定員と揶揄されたが、最初の結婚をきっかけに83年後半から急速に本格化、前記のローリング先行に開眼、尾崎雅彦・山口健治・井上茂徳ら、名うての追込み選手の大名マークを寄せ付けず楽々と逃げ切ってみせ、成績は8割を超える勝率をマーク驚異的な強さを誇った。評論家鈴木保巳はその強靱な逃げを競輪史上類を見ない、僅かに全盛期の高倉登の大捲り逃げくらいだがそれを上回る安定感と絶賛した。
1984年の日本選手権競輪で、まだ発展途上にあった地元滝澤正光を引き出し優勝をプレゼント、フラワーラインの信頼も厚くなった。そして、いよいよ自らの特別制覇へ踏みだそうとした矢先に交通事故に遭い、半年間の欠場を余儀なくされるという不運に見舞われるもその後復活、日本選手権競輪を2度制覇した。しかし、事故以前の8割を超える勝率をマークするといった強さは遂に戻らなかった。
1989年に福井県に移籍することになり、フラワーラインの面々とは袂を分かつこととなった。さらに、この頃より自在や追い込みの競走もするようになった。
さらに1999年には沖縄県に移籍。移籍の主な理由は福井支部における人間関係であり、この件で清嶋は福井支部のWに対して訴訟を起こし勝訴している。この頃になると脚力も衰えて、成績も級班も落ちていった。
2006年6月に練習中に落車し脚を骨折したことで長期欠場を余儀なくされ、また当時沖縄県内で別の事業を始めていたこともきっかけとなって、翌2007年2月に引退を発表した。
2007年2月15日選手登録削除。通算戦績2053戦590勝、優勝80回（うちGI2回）。その翌月の3月18日、かつてのホームバンクだった立川競輪場で盛大な引退セレモニーが行われた。

## 主な獲得タイトルと記録
- 1985年 - 第38回日本選手権競輪（立川競輪場）
- 1987年 - 第40回日本選手権競輪（千葉競輪場）